# Comando regionale del Partito Ba'th (fazione irachena)
il Comando regionale del Partito Ba'th Socialista Arabo - Regione dell'Iraq ufficialmente Comando della branca regionale irachena del Partito Ba'th Socialista Arabo e il più alto organo esecutivo della branca regionale irachena del Partito Ba'th. Il comando regionale ha normalmente avuto dai 19 ai 21 membri in tutta la sua storia. Quando era al potere il direttorato degli affari di sicurezza era responsabile della sicurezza del presidente e dei membri di alto rango del comando regionale
la branca regionale irachena era organizzata sul modello marxista-leninista, con una piccola élite, il comando regionale che controllava il partito dall'alto verso il basso. Come in Unione Sovietica la leadership del partito controllava il governo. Mentre il comando regionale era de facto il più alto organo legislativo e organo esecutivo del partito e dello stato il Consiglio del Comando della Rivoluzione iracheno era secondo la costituzione irachena del 1970 "l'organo supremo dello stato". In teoria il comando regionale era subordinato al comando nazionale.

## Struttura

### Segretario del Comando regionale
- Fuad al-Rikabi (1951 - 1959)
- Talib Hussein ash-Shabibi (1959 - maggio 1962)
- Ali Salih al-Sadi (maggio 1962 - 25 settembre 1963)
- Hamdi Abd al-Majid (25 settembre 1963 - 11 novembre 1963)
- Ahmed Hasan al-Bakr (11 novembre 1963 - febbraio 1964)
- Saddam Hussein (febbraio 1964 - 1966)
- Ahmed Hasan al-Bakr (ottobre 1966 - 16 luglio 1979)
- Saddam Hussein (16 luglio 1979 - 30 dicembre 2006)
- Izzat Ibrahim al-Douri (3 gennaio 2007 - 25 ottobre 2020)
- Mohammed Younis al-Ahmed (2020 - in carica)

### Vicesegretario del Comando regionale
- Saddam Hussein (1966 - 1979)
- Taha Yassin Ramadan (16 luglio 1979 - settembre 1991)
- Izzat Ibrahim al-Douri (settembre 1991 - 3 gennaio 2007)